# Отт, Патриция
Патриция Отт (в замужестве — Штельтер) (нем. Patricia Ott (Stelter), род. 15 мая 1960, Франкфурт-на-Майне, Гессен) — немецкая хоккеистка (хоккей на траве), полевой игрок. Серебряный призёр летних Олимпийских игр 1984 года, серебряный призёр чемпионата мира 1986 года, бронзовый призёр чемпионата Европы 1984 года.

## Биография
Патриция Отт родилась 15 мая 1960 года в западногерманском городе Франкфурт-на-Майне.
Играла за «Франкфурт-1880» из Франкфурта-на-Майне, откуда перешла в «Бранденбург» из Западного Берлина. В его составе трижды становилась чемпионкой ФРГ по индорхоккею (1986, 1988—1989), выиграла Кубок европейских чемпионов по индорхоккею (1990). В дальнейшем выступала за «Берлинер».
В 1984 году завоевала бронзовую медаль чемпионата Европы в Лилле и золотую медаль чемпионата Европы по индорхоккею в Лондоне.
В том же году вошла в состав женской сборной ФРГ по хоккею на траве на летних Олимпийских играх в Лос-Анджелесе и завоевала серебряную медаль. Играла в поле, провела 4 матча, забила 1 мяч в ворота сборной Новой Зеландии.
В 1986 году завоевала серебряную медаль чемпионата мира в Амстелвене.
В 1980—1988 годах провела за сборную ФРГ 72 матча (67 на открытых полях, 5 в помещении).